# جورج دبليو. ماهر
جورج دبليو. ماهر (بالإنجليزية: George W. Maher)‏ هو مهندس معماري أمريكي، ولد في 25 ديسمبر 1864 في ميل كريك في الولايات المتحدة، وتوفي في 12 سبتمبر 1926 في دوغلاس في الولايات المتحدة.